# Наезд на толпу в Мюнхене (2025)
Наезд на толпу в Мюнхене — происшествие, произошедшее 13 февраля 2025 года в Мюнхене. Автомобиль Mini Cooper врезался в участников демонстрации, организованной профсоюзом ver.di. Подозреваемый, 24-летний афганский иммигрант и проситель убежища, был вскоре арестован полицией. В результате нападения пострадали по меньшей мере 36 человек, как минимум двое из которых погибли.

## Атака
Примерно в 10:30 утра по местному времени водитель белого Mini Cooper подъехал к полицейской машине, которая следила за окончанием марша, организованного профсоюзом работников сферы услуг ver.di, в котором приняли участие 1500 человек, возле центрального железнодорожного вокзала Мюнхена. Водитель объехал полицейскую машину и врезался в толпу марширующих людей. Полиция произвела один выстрел во время задержания нападавшего.
По словам мэра Мюнхена Дитера Райтера, по меньшей мере 36 человек получили ранения, в том числе дети. По данным от восьми до десяти человек получили серьезные ранения. Один ребенок был реанимирован на месте.

## Подозреваемый
Предполагаемым водителем оказался 24-летний гражданин Афганистана Фархад Нури. Нури родился в Кабуле в начале 2001 года и переехал в Германию в конце 2016 года после проживания в Италии. Федеральное ведомство по миграции и беженцам отклонило его ходатайство о предоставлении убежища. Позднее ему выдали временный вид на жительство, что означало, что Нури не могли депортировать обратно в Афганистан. В результате Нури стал несовершеннолетним без сопровождения взрослых и попал под опеку немецкого учреждения по защите прав несовершеннолетних. В сентябре 2017 года его ходатайство о предоставлении убежища вновь было отклонено властями Германии. Он безуспешно обжаловал это решение.
Однако в апреле 2021 года город Мюнхен выдал уведомление о терпимости (нем. Duldungsbescheid), а в октябре 2021 года — вид на жительство. Нури посещал школу и прошёл профессиональную подготовку. В свободное время Нури активно занимался бодибилдингом, а также успешно участвовал в чемпионате по бодибилдингу. У него были аккаунты в нескольких социальных сетях, которые после атаки были заблокированы или удалены. Только в TikTok на Нури, который представился как влиятельный фитнес-блогер, подписалось более 32 тысячи человек. Нури также опубликовывал видеоролики исламского содержания, и в то же время ролики, содержание которых несовместимы со строгой исламской идеологией. Он был задержан на месте преступления.
Министр внутренних дел Баварии Йоахим Херрманн (ХСС) ошибочно заявил, что Нури ранее совершил кражу и преступления, связанные с наркотиками, из-за чего был депортирован. Позднее министр признал свою ошибку, заявив, что Нури не был осужден за какое-либо преступление и не находился в Германии нелегально. Сообщается, что у Нури имелись вид на жительство и разрешение на работу в Мюнхене, и полиция Мюнхена заявила, что он был известен им по даче показаний в качестве свидетеля, когда работал детективом в магазине, одновременно работая в двух компаниях.
ARD Tagesschau сообщил, что, хотя власти Германии ранее не идентифицировали Нури как политического или религиозного экстремиста, сообщается, что он недавно публиковал исламистские материалы в социальных сетях.
Мотив нападения не был сразу ясен. Министр внутренних дел Херрманн предположил, что преступник, вероятно, случайно заметил демонстрацию.

## Реакция
Председатель профсоюза ver.di Франк Вернеке выразил свою обеспокоенность и сожаление. Он сказал, что профсоюзы «выступают за солидарность, особенно в такой тёмный час». Премьер-министр Баварии Маркус Зёдер (ХСС) заявил, что инцидент предположительно является террористическим актом. Мэр Мюнхена Дитер Райтер (СДПГ) выразил шок и обеспокоенность в отношении жертв.
Нападение произошло незадолго до 61-й Мюнхенской конференции по безопасности. Нападение упомянули в своих речах вице-президент США Джей Ди Вэнс и президент Украины Владимир Зеленский. Третье нападение за три месяца, совершенное лицом, подавшим ходатайство о предоставлении убежища в Германии, обострило политические дебаты по вопросам иммиграции и общественной безопасности, которые и без того являются актуальными темами на предстоящих федеральных выборах. 